# Solitude (Favorite Blueのアルバム)
『solitude』（ソリチュード）は、日本の音楽ユニットFavorite Blueの3枚目のオリジナルアルバムである。

## 概要
- 前作とは異なり、80年代ポップスを意識した楽曲が多い。
- t-kimuraは雑誌のインタビューで今作に対して「80年代のようにシンセを楽器として扱ってる時代にいきたいなと思った」と語っている。
- 初回盤はスリーヴケース仕様。フォトブック封入。
- 本ユニットのオリジナルアルバムとしては、今作が最後の作品となっている。

## 収録曲
1. OVERTURE 202
2. LIFE DRIVER
3. PRECIOUS MOMENT(FUTARI)
4. TRUTH OF LOVE
洋服の青山「リクルートスーツ」・キャンペーンソング
5. BELIEVE IN LOVE
6. CLOSE MY LOVE
TBS系「CDTV」98年7月度エンディング・テーマ
7. SOLITUDE
TBS系ドラマ「週末婚」挿入歌
8. TO MY PRECIOUS PEOPLE
9. PRIDE-CLOSE TO YOU-
カネボウREVUEトランスマットファンデーションCMソング
10. LET ME GO!(ELECTRICK MIX)
11. FROM DAUGHTER
12. SUN&STAR